# Gyllensandbi
Gyllensandbi (Andrena nigroaenea) är en art i insektsordningen steklar som tillhör överfamiljen bin och familjen grävbin.

## Beskrivning
Ansiktet är svarthårigt, men hanen har bruna hår vid antennfästena, en behåring som även kan nå clypeus. Mellankroppens rygg har orangebrun päls, ljusare hos hanen, och mellankroppens nedre del är ljusare hos båda könen, mera rent beige. Tergiterna ett och två har tät, orange päls hos honan, glesare och beige hos hanen. Bakskenbenen är mörkbruna med orange hår hos honan, med undantag för polleninsamlingsborsten på bakbenens höfter, som är beige. Bakbenen hos hanen är mörka. På äldre individer bleknar bakkroppens behåring. Honan blir 13 till 15 mm lång, hanen 11 till 14 mm.

## Ekologi
Gyllensandbiet förekommer i många habitat, som mindre skogar och skogsbryn, buskage, grustag, betesängar, vägrenar, vallar, ruderatmarker, trädgårdar och parker. Arten är polylektisk, den samlar pollen från blommande växter från ett stort antal familjer som korgblommiga växter (maskrosor, gemsrosor), korsblommiga växter (sandvitor, gyllnar, ryssgubbar, senapssläktet), rosväxter (plommonsläktet, aplar, hagtornssläktet), ranunkelväxter (vintergäckssläktet), sparrisväxter (blåstjärnor), strävbladiga växter (snokörter), resedaväxter, ripsväxter (vinbärssläktet), ljungväxter (klockljungssläktet), flockblommiga växter (stjärnflockor), amaryllisväxter (löksläktet), ärtväxter, näveväxter, kransblommiga växter, vallmoväxter, flenörtsväxter, videväxter och tamariskväxter
Arten gräver gångar i glesbevuxen mark där den inreder sina larvbon, även på människoskapad mark som gårdplaner och rabatter. Det är vanligt att flera honor inrättar sina bon nära varann, i stora kolonier. Bona kan parasiteras av flera arter gökbin, som gullgökbi, gyllengökbi och majgökbi. Deras honor lägger ägg i larvcellerna, ett ägg per larvcell. När larven kläckts dödar den värdägget eller -larven, varefter den lever av den insamlade födan.
Artdatabanken uppger att arten får en generation per år, med en flygtid mellan april och första delen av juli. Andra auktoriteter menar att den får en andra generation i juli och augusti, åtminstone i Storbritannien och på Krimhalvön.

## Utbredning
Arten finns i Europa från Storbritannien, Frankrike och Iberiska halvön i väster till europeiska Ryssland i öster, och från norra Sverige till Spanien, södra Italien och Grekland i söder. Utanför Europa finns den i Kaukasus, Centralasien, Turkiet och Nordafrika. I Alperna och Kaukasus kan den gå upp till höjder på 2 000 m.
I Sverige finns arten allmänt i Götaland och Svealand, samt mindre vanligt i Norrlands kustområden upp till Västerbotten, med enstaka observationer norr därom.
I Finland finns arten från Åland och sydkusten norrut till Södra Österbotten, Mellersta Finland och Norra Karelen.

## Status
Globalt är arten klassificerad som livskraftig av Internationella naturvårdsunionen (IUCN). Samma klassificering har gjorts av Finlands Artdatacenter och svenska Artdatabanken.